# Dirección General de Regiones Devastadas y Reparaciones
La Dirección General de Regiones Devastadas y Reparaciones (DGRDR), originalmente Servicio Nacional de Regiones Devastadas y Reparaciones (SNRDR) fue un organismo creado durante la dictadura de Francisco Franco en España. Se ocupó especialmente de la reconstrucción de las localidades y edificios muy dañados por la guerra, para lo que recurrió a menudo al trabajo forzado de los presos políticos republicanos integrados en los Batallones de Trabajadores —especialmente duros fueron los batallones que construyeron carreteras y fortificaciones en el Protectorado español de Marruecos—.

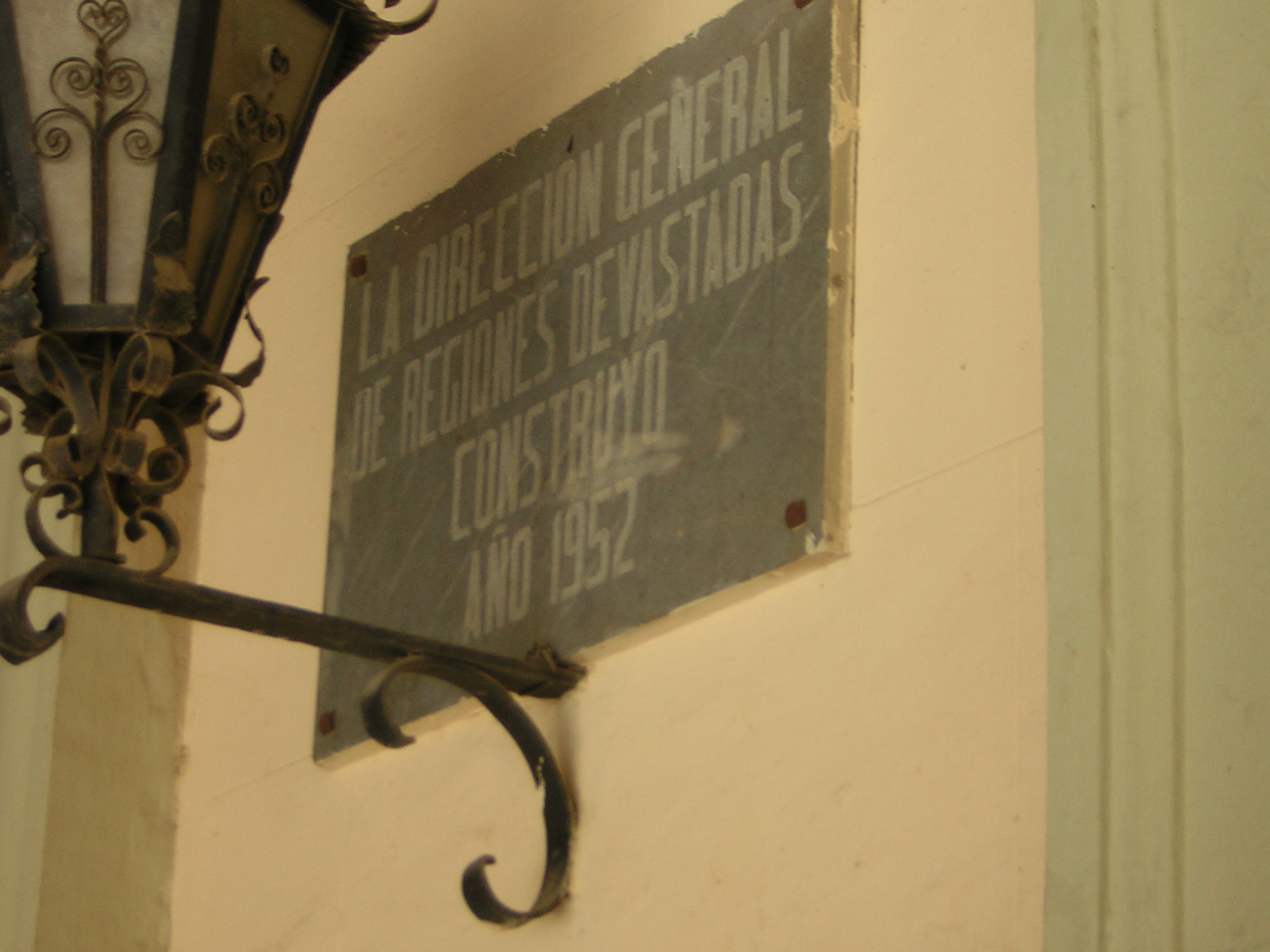
Placa en la plaza de los Corregidores, Guadix (Granada)

## Historia

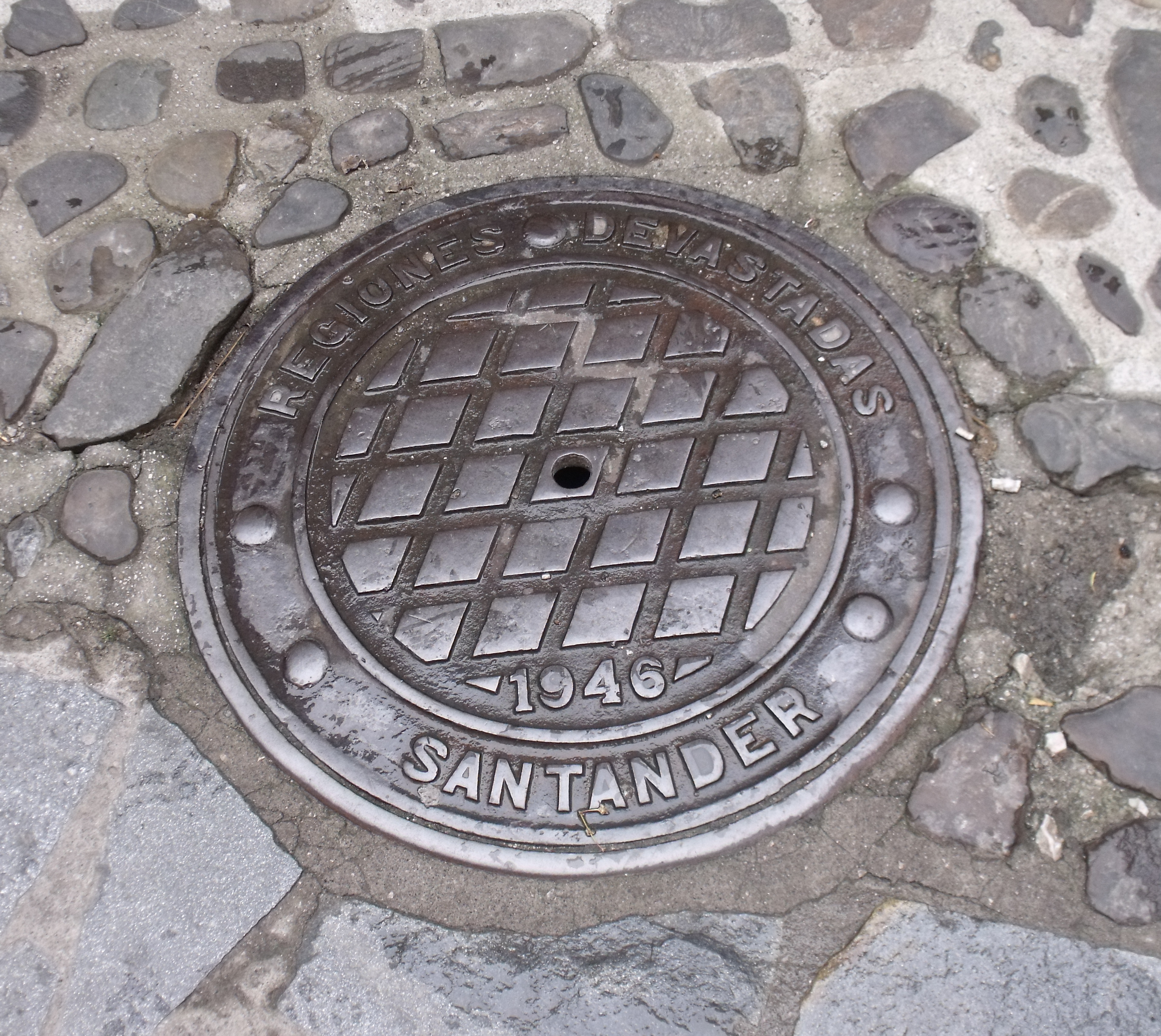
Potes fue reconstruida tras la Guerra Civil por el Servicio Nacional de Regiones Devastadas y Reparaciones, como refleja las tapas de los registros de las alcantarillas de la población.

Este organismo se creó en enero de 1938, integrado en el Ministerio del Interior (posteriormente renombrado «de la Gobernación»), con la finalidad de dirigir e inspeccionar los proyectos de reconstrucción, tanto de viviendas, monumentos artísticos, como de infraestructuras, dañadas por la guerra civil en el territorio denominado «nacional». Su primer responsable fue Joaquín Benjumea.
Finalizada la contienda, en agosto de 1939 pasó a denominarse Dirección General de Regiones Devastadas y Reparaciones (DGRDR), bajo el mando de José Moreno Torres. Este organismo, junto con el de la Dirección General de Arquitectura (DGA), que quedó bajo la responsabilidad de Pedro Muguruza, sería el encargado de la reconstrucción del país, en especial de aquellas regiones y territorios que habían resultado significativamente dañados por la guerra. Muchas reconstrucciones de iglesias, monumentos y edificios públicos se deben a aquella época de la que es buen ejemplo la Iglesia de San Sebastián Mártir, de Carabanchel
Un mes después, en septiembre de 1939, se decide que aquellas regiones con una destrucción superior al 75 % quedaban bajo su tutela de forma espacial, se denominaron «adoptadas»- Entre los territorios considerados de esta forma se encontraban los siguientes:
- En Andalucía:
  - En la provincia de Córdoba: Villanueva del Duque.
  - En la provincia de Jaén: Lopera, Marmolejo, Higuera de Calatrava y Santiago de Calatrava.
  - En la provincia de Almería, en la capital, en 1944 se crean 317 viviendas en 18 manzanas.
- En Aragón: Teruel, Celadas, Alcañiz, Siétamo, Banariés, Banastás, Huerrios, Igriés, Lascasas, Híjar y Belchite
- En Asturias: La Foz, Oviedo, Pendones y Tarna.
- En Cantabria: Las Rozas de Valdearroyo y Potes.
- En Castilla-La Mancha: Gajanejos, Hita, Masegoso de Tajuña, Montarrón, Seseña[4] y Yela.
- En Castilla y León:
  - En la provincia de León: Villamanín.
- En Cataluña: Agramunt, Bellcaire de Urgel, Benifallet, Benisanet, Borjas Blancas, Castelldans, Corbera de Ebro, Fatarella, Gandesa,[5] Isona, Lérida,[6] Mora de Ebro,[7] Llers, Pinell de Bray, Perelló, Rápita (Vallfogona de Balaguer), Tirvia, Tortosa,[8] Villanueva de la Barca.
- En la Comunidad Valenciana:
  - En la provincia de Castellón: Bejís, Benafer, Benasal, Castellón de la Plana, Caudiel, Chilches, Gaibiel, Jérica, Matet, Moncófar, Nules, Sacañet-Canales Segorbe, Teresa, la Vall de Uxó y Viver.
  - En la provincia de Valencia: Algimia de Alfara, Andilla, Játiva, Sagunto, Torrente y Valencia
  - En la provincia de Alicante: Alicante.

En Extremadura:
- - En la provincia de Badajoz: Cabeza del Buey (construyó el nuevo Ayuntamiento, la Casa Cuartel y la Plaza de Abastos, entre otras obras), Zarza Capilla, donde se construyó un núcleo nuevo de unas 240 viviendas, que en principio iban a ser 500, para sustituir al núcleo original que había quedado totalmente destruido por los bombardeos continuos e innecesarios en los primeros días de septiembre de 1938; Peraleda del Zaucejo, Campillo de Llerena, Zalamea de la Serena, Medellín y Granja de Torrehermosa.

- En Madrid: Aravaca, Brunete, Majadahonda, La Hiruela, Las Rozas de Madrid, Prádena del Rincón, Villanueva de la Cañada, Villanueva del Pardillo, Fuenlabrada, Rivas-Vaciamadrid[9]
- En el País Vasco: Guernica, Éibar y Elgeta en el que se realizó alguna acción puntual.

En 1957, por considerar terminado su cometido reconstructor y normalizador, el organismo fue disuelto pasando algunas de sus competencias al Ministerio de la Vivienda.

## Oficinas Comarcales de Aragón
La Oficina Comarcal de Huesca tuvo su sede en esa capital. Transitoriamente, desde enero de 1944 hasta junio de 1945, se integró en la de Belchite. De 1945 a 1952, la provincia de Huesca contó con dos oficinas comarcales, la de Huesca y la Comarcal del Pirineo, con sede en Jaca. A partir de esa fecha se suprime la oficina de Jaca asumiendo la Oficina Comarcal de Huesca todas las funciones.
La Oficina Comarcal de Proyectos y Obras en Teruel se crea en 1939. Más tarde se hace cargo de otras poblaciones: Campillo, Celadas, Griegos, Sarrión, Albarracín, Alcañiz, Híjar y Torrevelilla, estas tres últimas hasta 1949 en que pasan a depender de la Oficina Comarcal de Zaragoza.

### La documentación de las Oficinas Comarcales de Aragón
La documentación de las Oficinas Comarcales de Teruel (1931-1979) y Huesca (1939-1992) fue remitida en 1984 al Archivo General de la Administración, en Alcalá de Henares, para su organización, descripción y reproducción, siendo transferida al Archivo Histórico Provincial de Teruel, el 28 de abril de 1987 y al Archivo Histórico Provincial de Huesca, el 21 de junio de 2006, donde se encuentra en la actualidad.
El fondo documental contiene documentos anteriores a la creación de estas Oficinas y documentación posterior procedente de las instituciones que les sucedieron. El fondo incluye la serie de Gestión Proyectos que permite conocer el estado inicial de los edificios rehabilitados así como de las intervenciones que se programaron.
El acceso a esta documentación es libre, excepto en el caso de expedientes que contienen datos personales protegidos por la Ley Orgánica de Protección de Datos de Carácter Personal de España.